# 30136 Bakerfranke
30136 Bakerfranke este un asteroid din centura principală de asteroizi.

## Descriere
30136 Bakerfranke este un asteroid din centura principală de asteroizi. A fost descoperit pe 29 martie 2000 la Socorro, New Mexico, în cadrul proiectului LINEAR. Asteroidul prezintă o orbită caracterizată de o semiaxă mare de 2,64 ua, o excentricitate de 0,18 și o înclinație de 5,6° în raport cu ecliptica.